# Clouterie Rivierre
La Clouterie Rivierre est installée à Creil depuis 1888, dans le département de l'Oise, en région des Hauts-de-France. C'est aujourd'hui la dernière usine de clous en activité en France. Avec un parc de 325 machines centenaires, elle perpétue des savoir-faire unique et produit 2800 clous différents. 
Elle a obtenu le label Entreprise du patrimoine vivant en 2007. Elle organise des visites guidées de l'usine pour les individuels et pour les groupes.  

## Historique
En 1888, Théodore Rivierre invente une machine permettant de fabriquer des semences en continu, avec l’aide d’un pointier, Oscar Watteuw. En août 1888, il fonde les Établissements Rivierre à l’emplacement d’une ancienne boulonnerie, dans l’actuelle rue des Usines.
La technique qu’ils utilisent, à partir d’un fil de métal et non plus d’une plaque de tôle découpée et emboutie comme on le faisait avant, leur permet de produire des semences plus vite et de meilleure qualité.
Théodore Rivierre meurt le 3 juin 1900 et sa veuve Marie Rivierre, née Crosnier, prend la tête de l’usine. Pendant trente ans, elle va développer l’usine fondée par son mari, en déposant de nouveaux brevets et en s’implantant sur de nouveaux marchés à l’international, jusqu’en Argentine et en Indochine. Elle fait également construire de nouveaux bâtiments en 1902 ; ils constituent encore la base des bâtiments actuels. 
À la veille de la Première Guerre mondiale, l’usine emploie 400 personnes. Elle participe à l’effort de guerre, en fabriquant notamment des semences de cordonnerie pour l’armée. Après guerre, l’usine connaît quelques difficultés et prend de nouvelles mesures pour reprendre sa place de leader du marché. Une tréfilerie est ajoutée en 1922 et la production est diversifiée avec des chevilles en laiton et en acier. La société des Établissements Th. Rivierre est constituée juridiquement en société anonyme en 1925. 
Dans les années 1930, la veuve Rivierre quitte la direction de l’usine qu’elle revend à Commercy Soudure. Elle laisse une entreprise prospère, qui fournit 85 % du marché français de la semence. Elle meurt à Chantilly en janvier 1937, à 64 ans. 
Pendant la Seconde Guerre mondiale, l’usine est touchée par les bombardements alliés de 1943-1944 sur la gare de Creil. L’activité reprend partiellement après la guerre, avec des effectifs réduits pendant que les bâtiments endommagés sont progressivement reconstruits. Dans les années 1960, l’entreprise qui emploie 108 personnes fournit de nouveau la quasi-totalité des semences de cordonnerie et de tapisserie pour le marché français.
Dans les années 1980, l’entreprise est rachetée par son directeur puis revendue en 2006. Depuis, son directeur a développé l’exportation, qui représente aujourd’hui près de la moitié des ventes de l’entreprise et renforcé les productions spécialisées pour répondre aux besoins en clous de tous les domaines d’activités (l’entreprise produit aujourd’hui 2 800 références différentes). 
En décembre 2007, l’entreprise Rivierre a obtenu le label d’Entreprise du patrimoine vivant, qui vient récompenser son savoir-faire unique et la perpétuation des procédés de fabrications inventés par Théodore Rivierre. C’est aujourd’hui la dernière clouterie en activité en France.

## Production

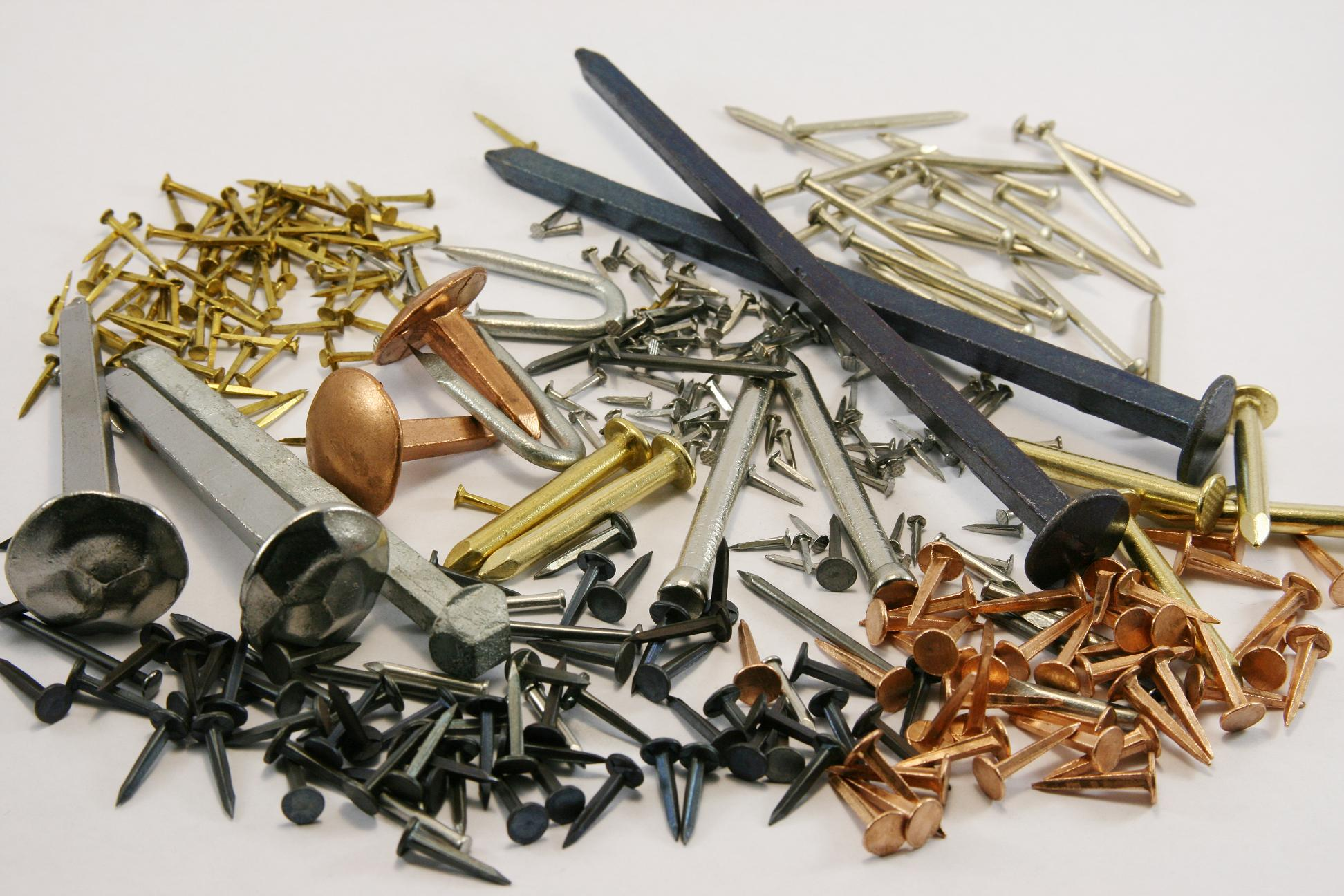
Clous Rivierre

À l’origine, l’usine Rivierre produisait des semences de cordonnerie et de tapisserie. Sa production a commencé à se diversifier après la Première Guerre mondiale avec des chevilles en laiton et en acier. C’est surtout depuis la seconde moitié du XXe siècle, avec la fermeture progressive des autres pointeries françaises, que Rivierre a enrichi son catalogue qui compte 2 800 références pour répondre aux demandes de tous les secteurs d’activité. 

### Semences
Les semences de tapisserie et de cordonnerie ont toujours fait partie du catalogue de Rivierre. Aujourd’hui encore, elles représentent une part importante de la production de l’usine, avec des finalités cependant un peu différentes. En effet, si la colle est venue remplacer les semences dans la plupart des chaussures des français, il se trouve encore des pays, notamment en Afrique du Nord, qui utilisent des semences en cordonnerie (dans la fabrication des babouches par exemple). Par ailleurs, dans le luxe et la production de chaussures sur mesure, les semences sont encore bien présentes, mais dans des matériaux plus nobles que l’acier, comme le laiton.  

### Clous forgés
Les clous forgés sont fabriqués chez Rivierre depuis les années 1970. Inspirés des gros clous à quatre faces fabriqués à la main par les forgerons depuis l’Antiquité[réf. nécessaire], les clous forgés sont utilisés dans les monuments historiques et les demeures anciennes, pour la décoration ou la fixation des charnières de portes et de volets. 

### Clous spécialisés
Pour répondre à tous les besoins en clous des industriels et artisans, il existe de nombreux clous spécialisés. 
- Les Carvelles sont utilisés dans les chantiers navals pour la rénovation ou la construction à l’ancienne de gréements.
- Les bossettes sont utilisées pour la fixation des tapis dans les escaliers d’immeubles haussmanniens
- Les pointes en laiton de gros diamètres sont utilisées dans la restauration des pierres de taille.
- Les pointes en maillechort sont utilisées dans la maroquinerie de luxe ou la restauration d’objets d’art anciens en raison de leur couleur proche de l’argent.
- Les rivets sont utilisés pour la fixation des manches de couteaux
- Les goujons sont utilisés pour assembler des pièces en bois, notamment pour sceller des tonneaux
- Les clous annelés sont utilisés pour la fixation des bardages

### Productions sur mesure
Rivierre possède un parc de 325 machines construites entre 1895 et 1925, sur lesquelles les ouvriers peuvent inter-changer les pièces et les outils pour fabriquer des clous différents. Cela permet à l'entreprise de répondre régulièrement à des commandes spéciales de ses clients. Ainsi, elle a fabriqué en 2007 un clou sur mesure pour la restauration du fort Vauban de Besançon, reproduisant à l’identique les clous d’origine du site.

## Visites de l'usine
Depuis qu'elle a obtenu le label Entreprise du patrimoine vivant en 2007, la clouterie Rivierre ouvre ses portes au public pour faire découvrir son savoir faire. Elle participe chaque année à des évènements nationaux comme les Journées européennes du patrimoine ou le Printemps de l'Industrie. 
Elle accueille également des groupes et des visiteurs individuels tout au long de l’année pour des visites guidées de l’usine.
Une séquence du film Les Anarchistes d'Élie Wajeman, sorti en 2015, est tournée à la clouterie.
La clouterie Rivierre est un rare exemple dans la région d’usine du XIXe siècle, encore en activité et qui a gardé beaucoup de bâtiments, de machines et de savoir-faire d’époque. C'est donc un lieu adapté pour évoquer l’histoire de la révolution industrielle et du bassin industriel creillois.